# Стационе (Фрозиноне)
Стационе је насеље у Италији у округу Фрозиноне, региону Лацио.
Према процени из 2011. у насељу је живело 216 становника. Насеље се налази на надморској висини од 115 м.